# 维克托·克罗沃普斯科夫
维克托·阿列克谢耶维奇·克罗沃普斯科夫（俄语：Ви́ктор Алексе́евич Кровопу́сков，1948年9月29日—），苏联男子击剑运动员。他曾获得1976年和1980年奥林匹克运动会击剑比赛男子佩剑个人金牌。